# RMF FM
RMF FM (Radio Muzyka Fakty, založeno jako Radio Małopolska Fun) je první polská soukromá rozhlasová stanice, která hraje hudbu především z hudebního stylu zvaného AC. Cílovou skupinou rádia jsou většinou lidé ve věku 25–39 let.
RMF FM patří do Grupa (Skupina) RMF (dříve Broker FM). Od 27. října 2006 je jejím hlavním akcionářem německá společnost Bauer Media Invest GmbH. Zakladatelem a dlouhodobým prezidentem rozhlasu byl Stanisław Tyczyński. Od března 2004 do června 2009 byl prezidentem Kazimierz Gródek. Od 10. června 2009 je prezidentem rádia RMF FM Tadeusz Sołtys.

## Historie
Rádio bylo založeno v Krakově. Jeho sídlo se nachází v Krakově na Třídě George Washingtona 1 v pevnosti „Kościuszko”. Začalo vysílat 15. ledna 1990 ve 12:00. První skladbou, která byla ve vysílání přehrána, byla „Africa” od skupiny Toto. Zpočátku stanice vysílala signál francouzského Rádia FUN. Poté začala vytvářet své vlastní zpravodajství a vysílala vlastní pořady. V říjnu 1991 ukončila stanice RMF FM spolupráci s Rádiem FUN. Následně začalo vysílat svůj vlastní 24hodinový program.
Od roku 1992 vysílá své pořady prostřednictvím satelitu. V roce 1994 obdrželo koncesi od Zemské rady pro rozhlasové a televizní vysílání (KRRiT). Licence byla prodloužena v roce 2001 avšak bez možnosti vysílání signálu RMF FM místním rozhlasem. To mělo za následek masivní propouštění zaměstnanců a protesty fanoušků a posluchačů proti rozhodnutí Zemské rady pro rozhlasové a televizní vysílání.
Akcionáři Broker FM podepsali dohodu o solidaritě s prodejem svých akcií společnosti německé firmě Verlagsgruppe Bauer. Tuto transakci schválil Úřad pro hospodářskou soutěž a ochranu spotřebitelů. Skupina RMF v sobě zahrnuje i RMF Classic a RMF Maxxx. Je také spolumajitelem portálu Interia.pl. Stanisław Smółka, který byl jedním ze zakladatelů a majitelům rádia RMF FM, zemřel 7. února 2010.

## Prvenství
Z hlediska počtu posluchačů je RMF FM na prvním místě mezi polskými rozhlasovými stanicemi. Ve druhém čtvrtletí roku 2009 dosahoval denní průměr 10,5 milionu posluchačů. Podíl účasti na trhu byl 27,4 procenta. Podle průzkumu Radio Track (proveden Millward Brown SMG/KRC) za období leden–březen 2016 činila míra poslouchanosti 23,9 procenta, čímž stanice pokračuje ve svém vedoucím postavení v Polsku.

## Inwazja mocy
RMF FM byla pořadatelem letního koncertu s názvem „Inwazja mocy“. Ten měl 6 ročníků. První se konal v roce 1995 a trval celé léto, poslední se konal v roce 2000 a jeho finále bylo skončeno vystoupením skupiny Scorpions na letišti v Pobiedniku Wielkim nedaleko Krakova, na který přišlo 700 tisíc lidí.

## Reklamní kampaně
RMF FM organizuje reklamní kampaně jako například „Najlepsza Muzyka”, „Jak zawsze RMF FM” nebo „Oddałem głos na muzykę”. Do všech kampaní byly zapojeny hvězdy polské hudby i world music.

## Tematické kanály
V roce 2007 RMF FM spustilo speciální službu, která umožňuje sledování všech stanic mající logo RMF na internetu (RMF FM, RMF Classic a RMF Maxxx), stejně jako i řadu tematických a autorských kanálů.

## Management
- Tadeusz Sołtys – prezident a programový ředitel
- Iwona Bołdak – zástupce programového ředitele
- Przemysław Kula – zástupce programového ředitele
- Adam Czerwiński – hudební ředitel
- Marek Balawajder – ředitel informací
- Blanka Baranowska – zástupce informačního ředitele
- Bartłomiej Eider – ředitel redakce RMF Warsawa
- Miranda Ekiert – ředitel webových služeb

## Program

### Všeobecné pořady
- Fakty RMF FM
- Wstawaj szkoda dnia – Przemysław Skowron, Mariusz Kałamaga, Tomasz Olbratowski
- Byle do piątku – Robert Karpowicz
- Lepsza połowa dnia – Katarzyna Wilk, Kamil Baleja
- Poplista Plus – Dariusz Maciborek
- Dobra nocka – Marcin Jędrych, Daniel Dyk, Krzysztof Urbaniak, Ewelina Pacyna, Joanna Meus
- Imprezowy piątek – Marcin Jędrych, Jacek Tomkowicz, Joanna Meus
- Wolno wstać – Daniel Dyk
- Rozmowy w biegu – Maciej Dowbor
- Przepis na weekend – Ewelina Pacyna
- Poliż temat – Ewa Błachnio, Robert Korólczyk, Mariusz Kałamaga
- Lepiej być nie może – Krzysztof Urbaniak
- Dobrze zagrane – Marcin Jędrych, Jacek Tomkowicz

### Některé z dříve vysílaných pořadů
- Wstawaj szkoda dnia – Тadeusz Sołtys, Michał Kubik, Tomasz Olbratowski, Piotr Urbaniak, Witold Lazar, Marcin Ziobro, Robert Karpowicz, Sylwia Paszkowska, Beata Fiedorow
- Ten Top – Marcin Jędrych
- Wolno wstać – Jan Burda, Sławomir Kowalewski
- Czas się śmieje – Michał Figurski
- Dobry wieczór – Marcin Jędrych, Krzysztof Urbaniak, Daniel Dyk, Sławomir Kowalewski, Tomasz Brhel, Kamil Baleja
- Gwiazdozbiór Smoka – Marcin Jędrych
- JW 23 – Marcin Jędrych, Marcin Wrona, Witold Odrobina
- Krakowskie Przedmieście 27 – Tomasz Skory a Konrad Piasecki, Piotr Salak a Ryszard Cebula
- Koniec wieku – Piotr Metz
- Lista Hop-Bęc – Marcin Jędrych
- Metzoforte – Piotr Metz, Marcin Jędrych a Tomasz Słoń
- Na językach – Marzena Rogalska
- Ni w 5 ni w 9 – Tadeusz Sołtys a Michał Kubik
- Polityczne graffiti – Tomasz Skory, Brian Scott, Ryszard Cebula, Konrad Piasecki a Paweł Pawlik
- Poza zasięgiem – Stanisław Smółka
- Radio Muzyka Fakty – Tadeusz Sołtys, Jacek Stawiski, Ewa Drzyzga, Ewa Stykowska, Edward Miszczak, Marcin Wrona, Bogdan Rymanowski a Grażyna Bekier
- Radioturniej – Michał Figurski
- RMF Extra – Marta Grzywacz a Piotr Jaworski
- Szkółka niedzielna – Brian Scott a Paweł Pawlik
- Tydzień z głowy – Ewelina Pacyna
- Wasza muzyka – Ewa Drzyzga, Robert Janowski, Dariusz Maciborek, Piotr Metz, Robert Konatowicz], Mirosław Golański, Tomasz Brhel
- Wszystkie struny świata – Robert Konatowicz
- Wszystkie numery Agnieszki Chylińskiej – Agnieszka Chylińska

## Místa stanice
Vypracováno na základě seznamu uvedeného na internetových stránkách Zemské rady pro rozhlasové a televizní vysílání:
- Białogard/Sławoborze – 96,4 MHz
- Białystok/Krynice – 100,2 MHz
- Bielsko-Biała/Góra Klimczok – 89,2 MHz
- Solina/Góra Jawor – 101,1 MHz
- Bydgoszcz/Trzeciewiec – 93,3 MHz
- Częstochowa/Wręczyca – 105,9 MHz
- Dęblin/Ryki – 93,6 MHz
- Dobromierz/SLR Dobromierz – 97,1 MHz
- Elbląg – 92,6 MHz
- Ełk/Oracze – 106,5 MHz
- Gdańsk/Chwaszczyno – 98,4 MHz
- Giżycko/Miłki – 102 MHz
- Gołańcz koło Wągrowca – 91,7 MHz
- Gorzów Wielkopolski/Janice – 96,1 MHz
- Iława/Kisielice – 107,4 MHz
- Jelenia Góra/Śnieżne Kotły – 100,8 MHz
- Kališ/Mikstat – 98,0 MHz
- Katowice/Kosztowy – 93,0 MHz
- Kielce/Święty Krzyż – 88,2 MHz
- Kluczbork – 99,5 MHz
- Kłodzko/Czarna Góra – 101,6 MHz
- Konin/Żółwieniec – 98,9 MHz
- Koszalin/Gołogóra – 89,3 MHz
- Koszalin/Góra Chełmska – 104,9 MHz
- Kraków/Chorągwica – 96,0 MHz
- Krynica/Góra Parkowa – 105,9 MHz
- Legnica – 96,1 MHz
- Leżajsk/Giedlarowa – 101,8 MHz
- Lębork/Skórowo – 103,4 MHz
- Lubań/Nowa Karczma – 93,8 MHz
- Lublin/Piaski – 89,3 MHz
- Łobez/Toporzyk – 91,3 MHz
- Łódź – 93,5 MHz
- Oświęcim – 93,0 MHz
- Olsztyn/Pieczewo – 95,3 MHz
- Opole/Chrzelice – 95,3 MHz
- Ostrołęka/Ławy – 91,5 MHz
- Piła/Rusinowo – 96,6 MHz
- Płock/Rachocin – 94,3 MHz
- Polkowice – 88,2 MHz
- Poznań/Śrem – 94,6 MHz
- Przemyśl/Tatarska Góra – 103,4 MHz
- Rabka/Luboń Wielki – 104,7 MHz
- Krosno/Sucha Góra – 100,1 MHz
- Siedlce/Łosice – 91,9 MHz
- Słupsk – 100,9 MHz
- Suwałki/Krzemianucha – 95,1 MHz
- Szczawnica/Góra Przehyba – 103,2 MHz
- Szczecin/Kołowo – 106,7 MHz
- Świnoujście – 101,2 MHz
- Tarnów/Góra św. Marcina – 95,4 MHz
- Wałbrzych/Góra Chełmiec – 102,9 MHz
- Warszawa (biurowiec Rondo 1) – 90,6 MHz
- Warszawa/Raszyn – 91,0 MHz
- Wrocław/Żórawina – 92,9 MHz
- Zakopane/Gubałówka – 101,8 MHz
- Zamość/Tarnawatka – 107,7 MHz
- Zielona Góra/Jemiołów – 106,4 MHz
- Żagań/Wichów – 94,8 MHz

## Plebiscity RMF FM
Každoročně jsou organizovány plebiscity jako je Hit léta rádia RMF FM (finále hlasování je vždy poslední neděli o prázdninách) a Hit roku rádio RMF FM (finále hlasování 1. ledna).